# Argusfisk
Argusfisk (Scatophagus argus) är en fiskart som först beskrevs av Carl von Linné 1766.  Argusfisk ingår i släktet Scatophagus och familjen Scatophagidae. Inga underarter finns listade i Catalogue of Life.
Arten förekommer från Persiska viken över norra Indiska oceanen, Sydostasien och norra Australien till Oceanien. Den vistas nära kusten och dyker till ett djup av 4 meter. Argusfisk besöker även mangrove och vattendrag som gränser till havet. Födan utgörs av alger samt små växter och djur. Exemplaren når en längd av 20 till 30 cm.
Argusfisk fiskas som matfisk. Den påverkas även av vattenföroreningar. Hela populationen antas vara stor. IUCN kategoriserar arten globalt som livskraftig.

## Bildgalleri

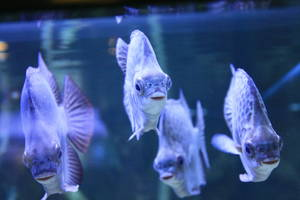
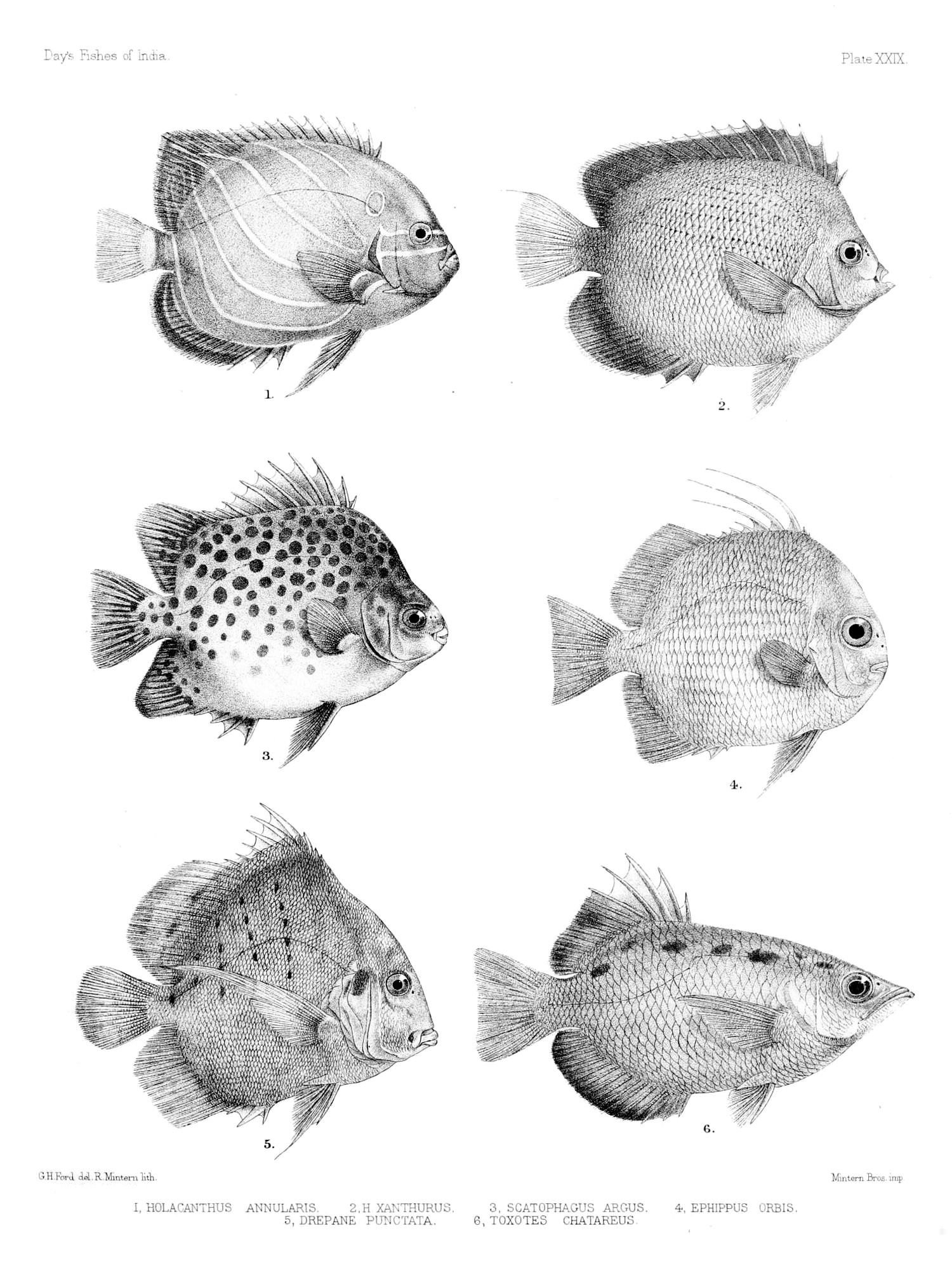
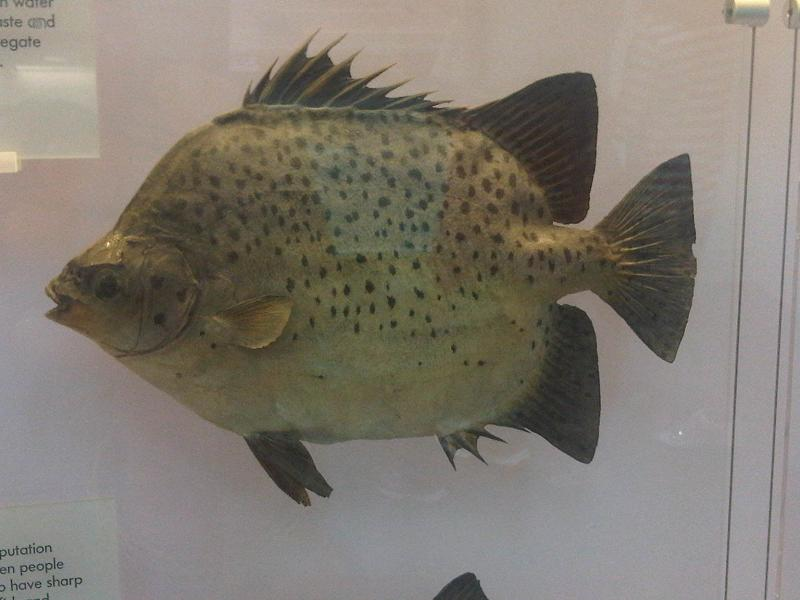
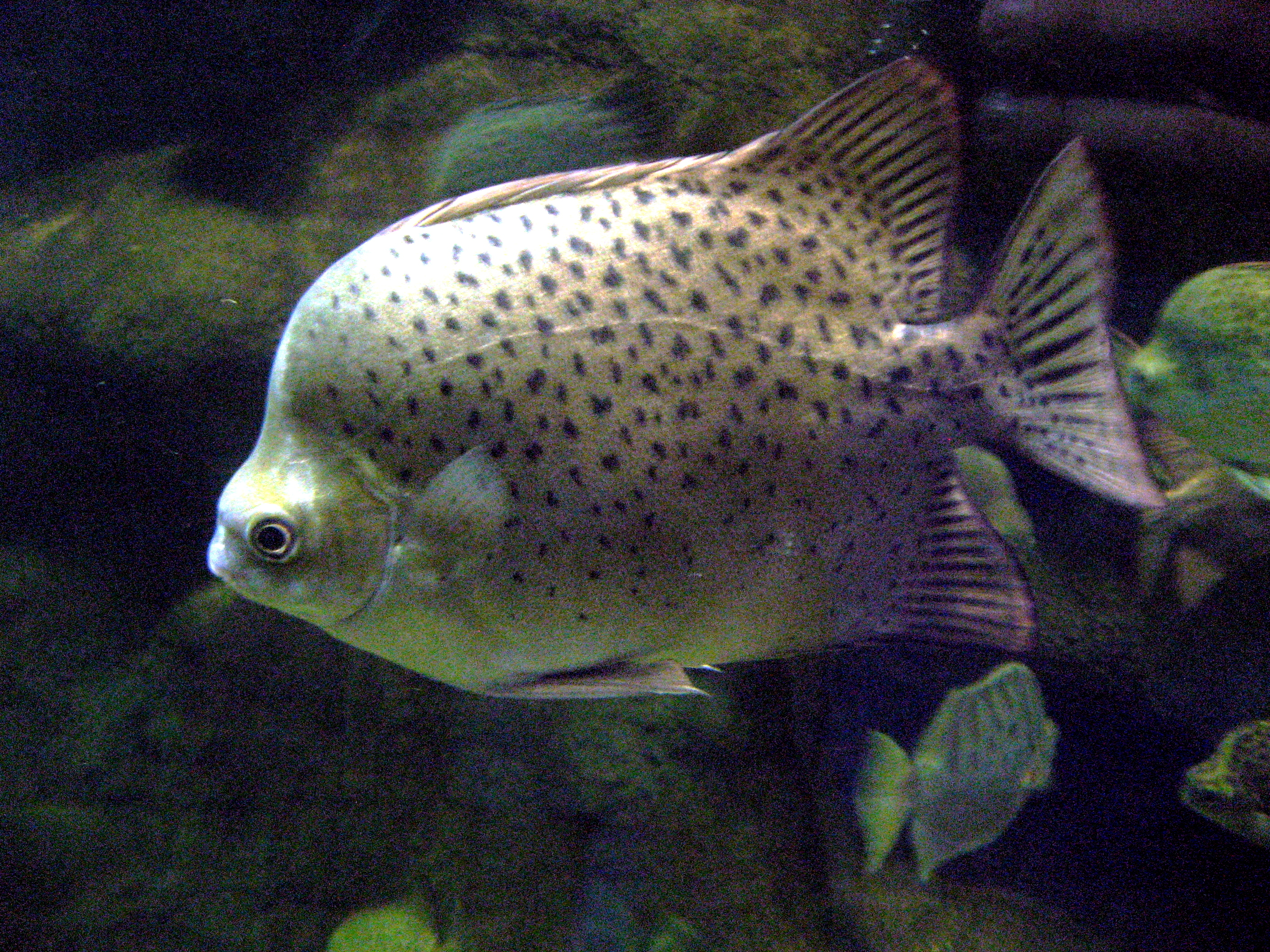
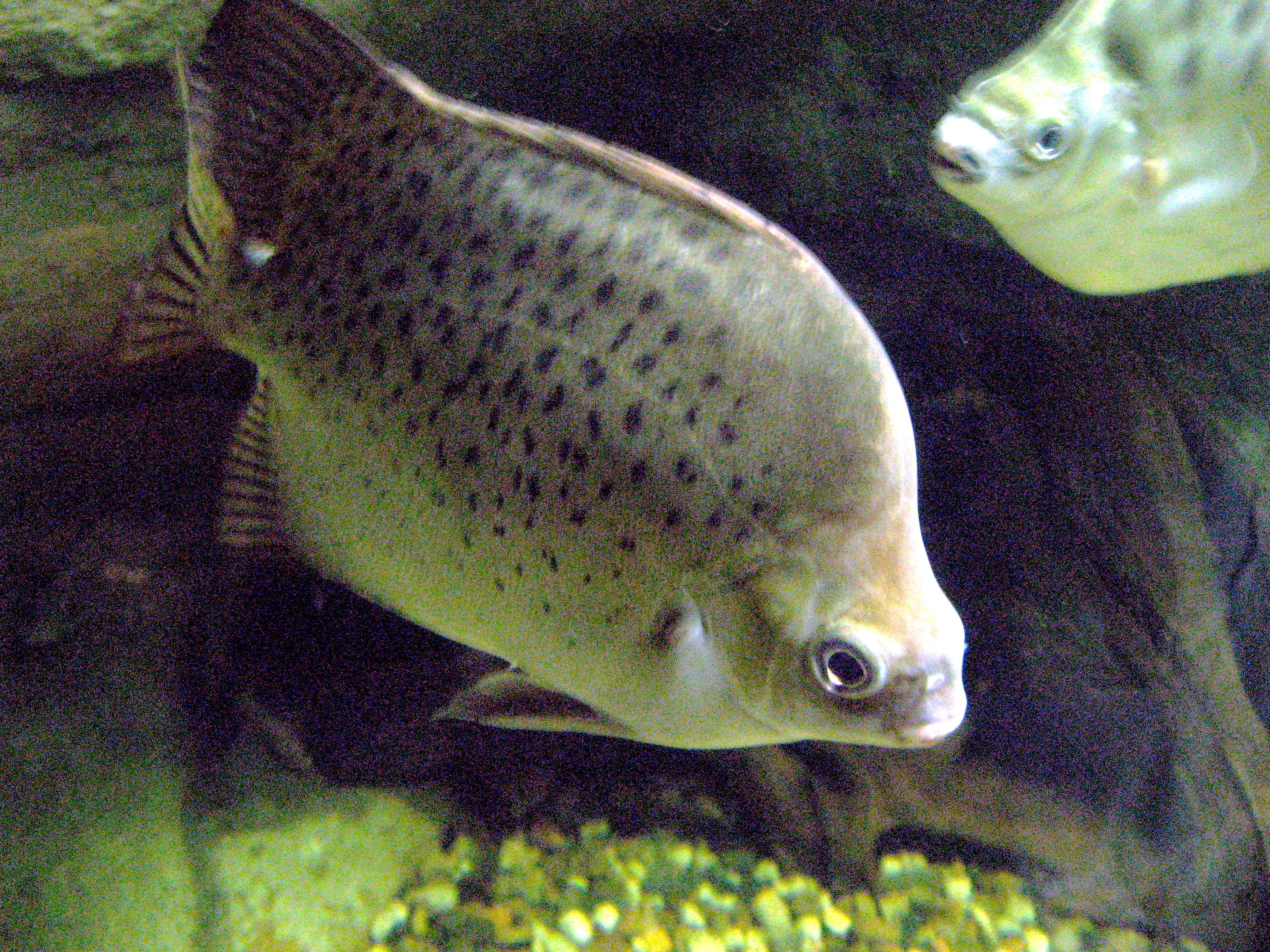
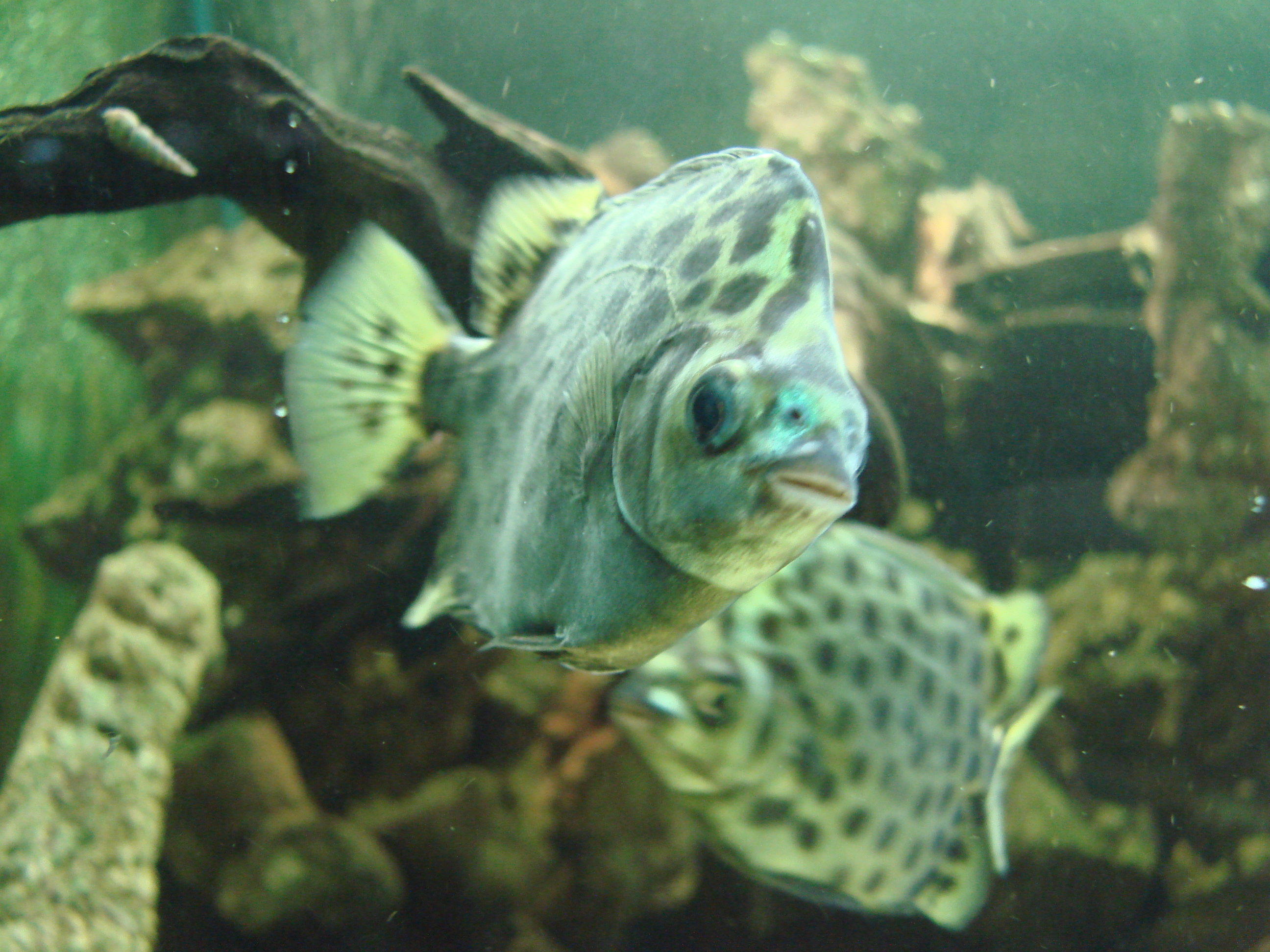